# Christian Desmares
Pour les articles homonymes, voir Desmares.
Christian Desmares est un réalisateur de films d'animations et un animateur français.

## Filmographie

### Comme réalisateur
- 2015 : Avril et le Monde truqué coréalisé avec Franck Ekinci

### Comme animateur
- 1998-2000 : Oggy et les Cafards (78 épisodes)
- 2002 : Corto Maltese, la cour secrète des arcanes de Pascal Morelli
- 2007 : Persepolis de Vincent Paronnaud et Marjane Satrapi
- 2016 : Lastman (26 épisodes)

## Distinctions

### Récompenses
- Annecy 2015 : Cristal du long métrage pour Avril et le Monde truqué

### Nominations
- César 2016 : César du meilleur film d'animation pour Avril et le Monde truqué